# 서부주 (스리랑카)

서부 주

서부주(싱할라어: බස්නාහිර පළාත, 타밀어: மேல் மாகாணம்)는 스리랑카 서남부 연안에 위치한 주로 주도는 콜롬보이며 면적은 3,709km2, 인구는 5,361,200명(2001년 기준)이다.
스리랑카에서 인구 밀도가 가장 높은 주이며 스리랑카의 법률상 수도인 스리자야와르데네푸라코테와 스리랑카의 행정·경제 중심지인 콜롬보가 이 곳에 있다. 3개 구(콜롬보 구, 감파하 구, 칼루타라 구)를 관할한다.

## 같이 보기
- 스리랑카의 주
- 스리랑카의 구